# Calescibacteriota
Candidatus Calescibacteriota
(mit Schreibvariante Calescibacterota),
synonym Candidatus Calescamantes
(provisorisch zuvor Candidate division EM19 bzw. Candidate division EM 19 genannt)
ist ein vorgeschlagenes Phylum (Abteilung, Stamm, englisch division) der Bakterien.
Sie wurden in den Quellen im Great Boiling Spring Park, des Yellowstone-Nationalparks und in anderen geothermischen Quellen auf der Erde nachgewiesen.
Sie umfassen aerobe und chemoorganoheterotrophe Organismen mit oxidativer Phosphorylierung durch eine bakterielle ATPase vom F-Typ (ATP-Synthase).
Außerdem sind sie fakultative Anaerobier, die in Abwesenheit von Sauerstoff oxidierte Stickstoffquellen als Elektronenakzeptor für die Atmung und Proteine als primäre Kohlenstoffquelle nutzen können.
Genetische Analysen deuten darauf hin, dass sie sich von den funktionell ähnlichen Aquificae unterscheiden und einen frühen (basalen) Zweig der im Stammbaum der Bakterien (Domäne Bacteria) bilden.
Das Kandidatenphylum ist offenbar mit dem weiteren Kandidatenphylum Caldipriscota (syn. Pyropristinus, provisorisch WOR-3) verwandt.

## Systematik
Die folgende Konsens-Systematik folgt (mit Stand 10. Dezember 2023) vorrangig der
— List of Prokaryotic names with Standing in Nomenclature (LPSN: L) – autoritativ, danach ergänzend der
— Genome Taxonomy Database (GTDB: G) – vorschlagsgemäß (Algorithmus), gefolgt von der Taxonomie des
— National Center for Biotechnology Information (NCBI: N) – dokumentierend, sowie weiteren Quellen wie angegeben, darunter
— Bedcraft et al. (2016: B) und
— Eder et al. (1999: E) und (2001: E+)

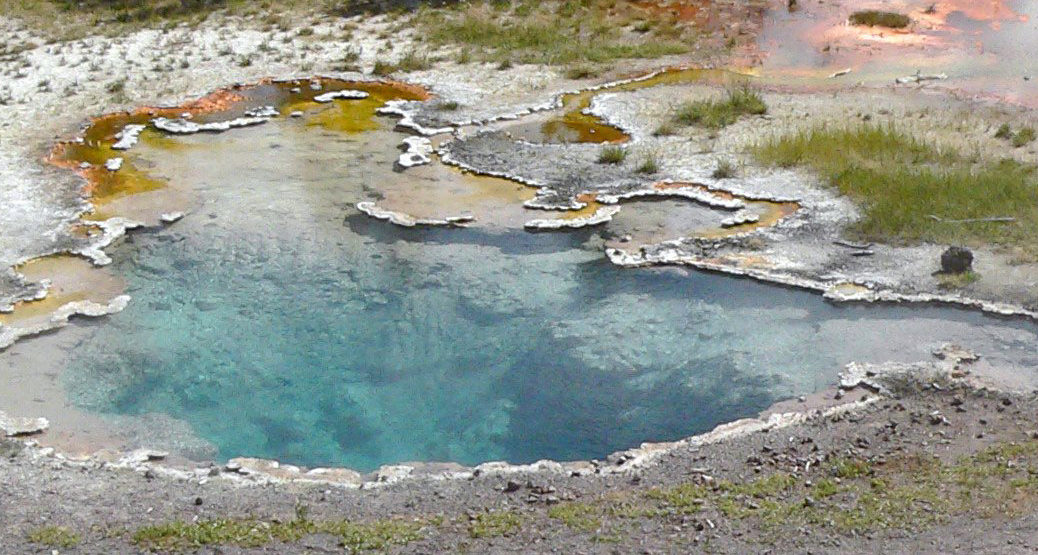
Octopus Spring, Yellowstone-Nationalpark, USA

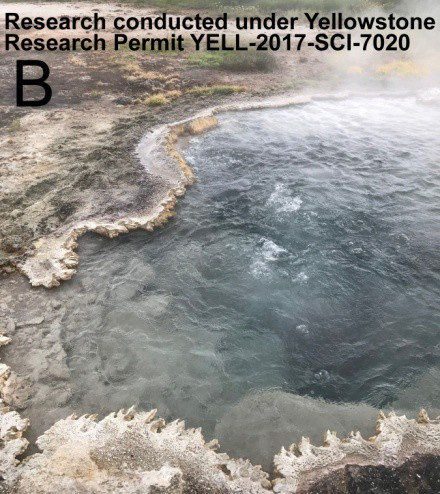
Bison Pool, Yellowstone-Nationalpark, USA

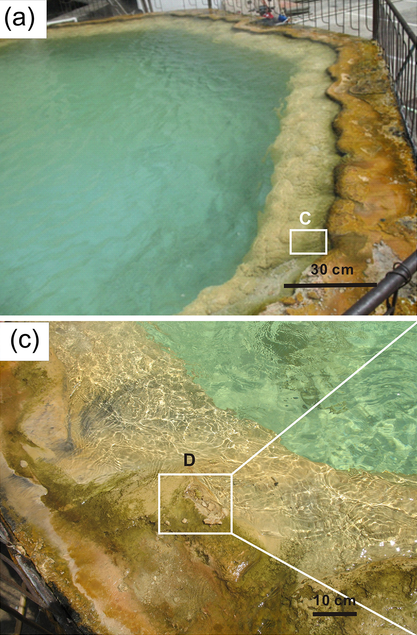
Gongxiaoshe, Ruidan-Geothermalfeld bei Tengchong, China.

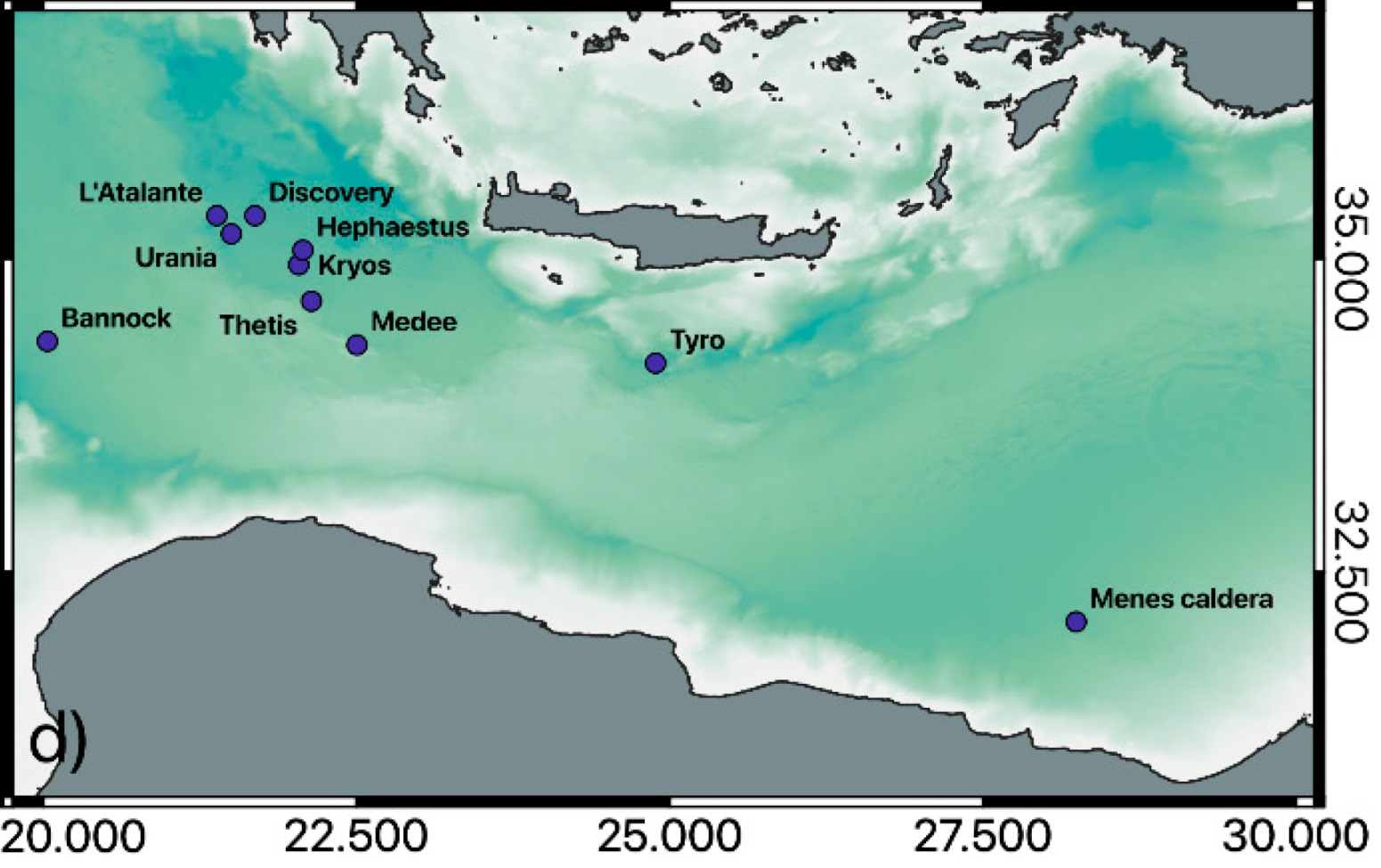
Tiefstellen des östlichen Mittelmeeres: Medee, Thetis, Discovery (Mittelmeer) u. a.

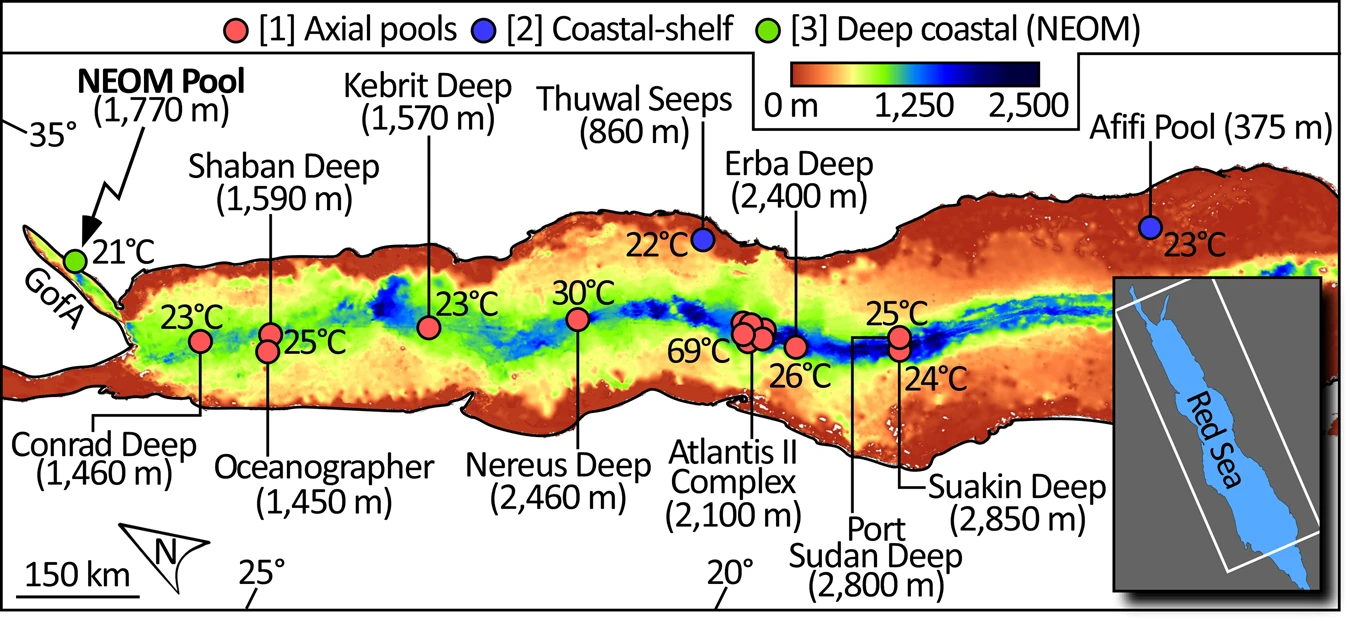
Tiefstellen des Roten Meeres: Kebrit, Shaban etc.: Discovery (Rotes Meer) befindet sich beim Atlantis-II-Komplex.

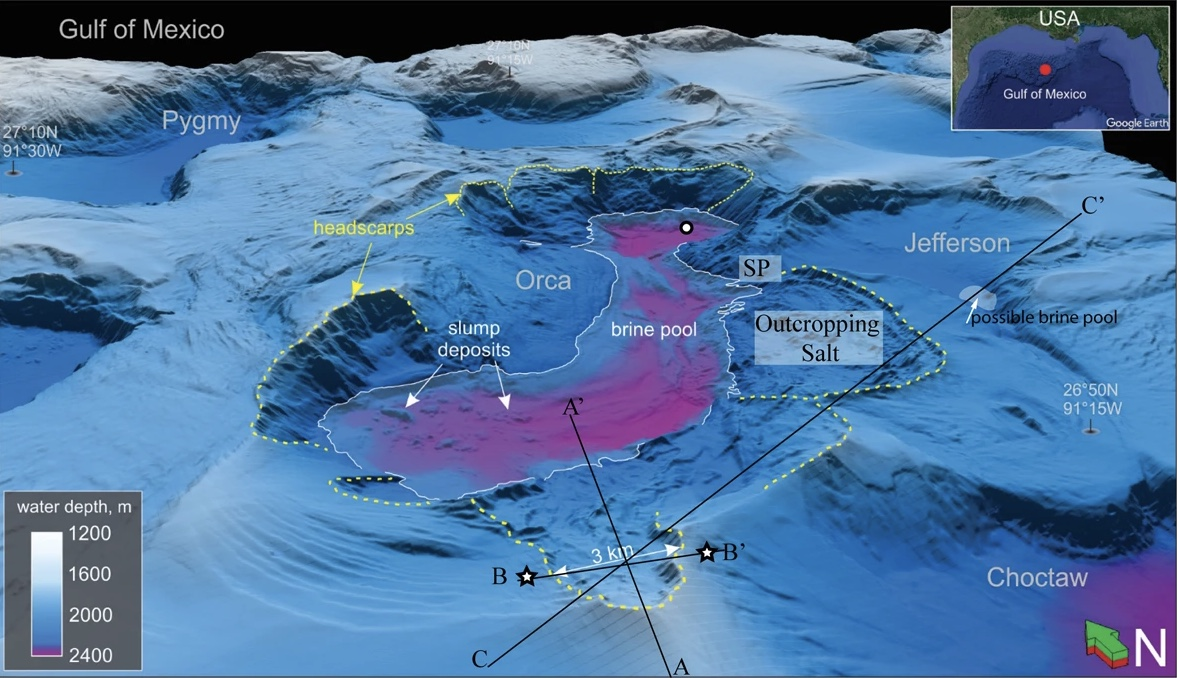
Orca-Becken im Golf von Mexiko.

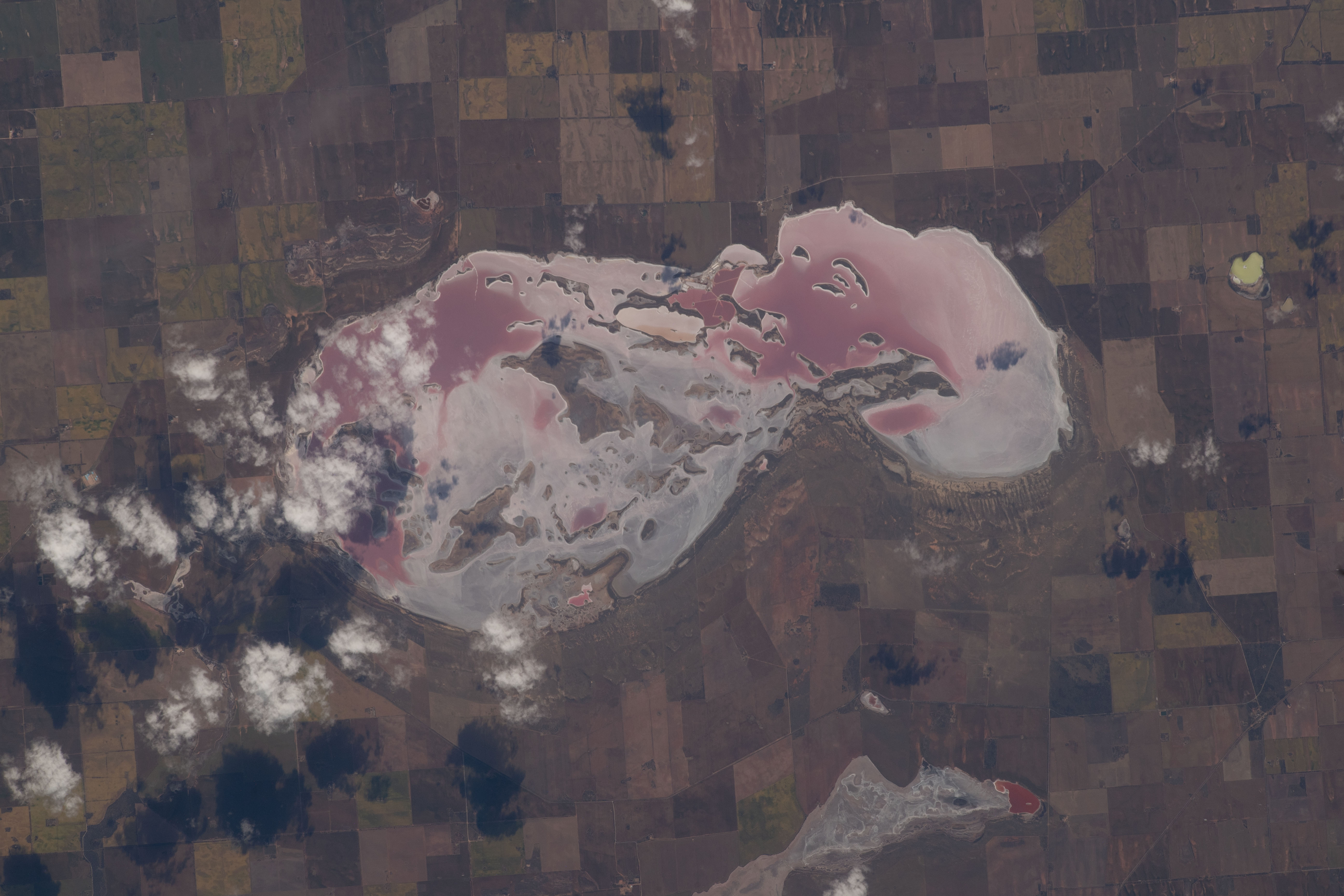
Lake Tyrrell, Australien.

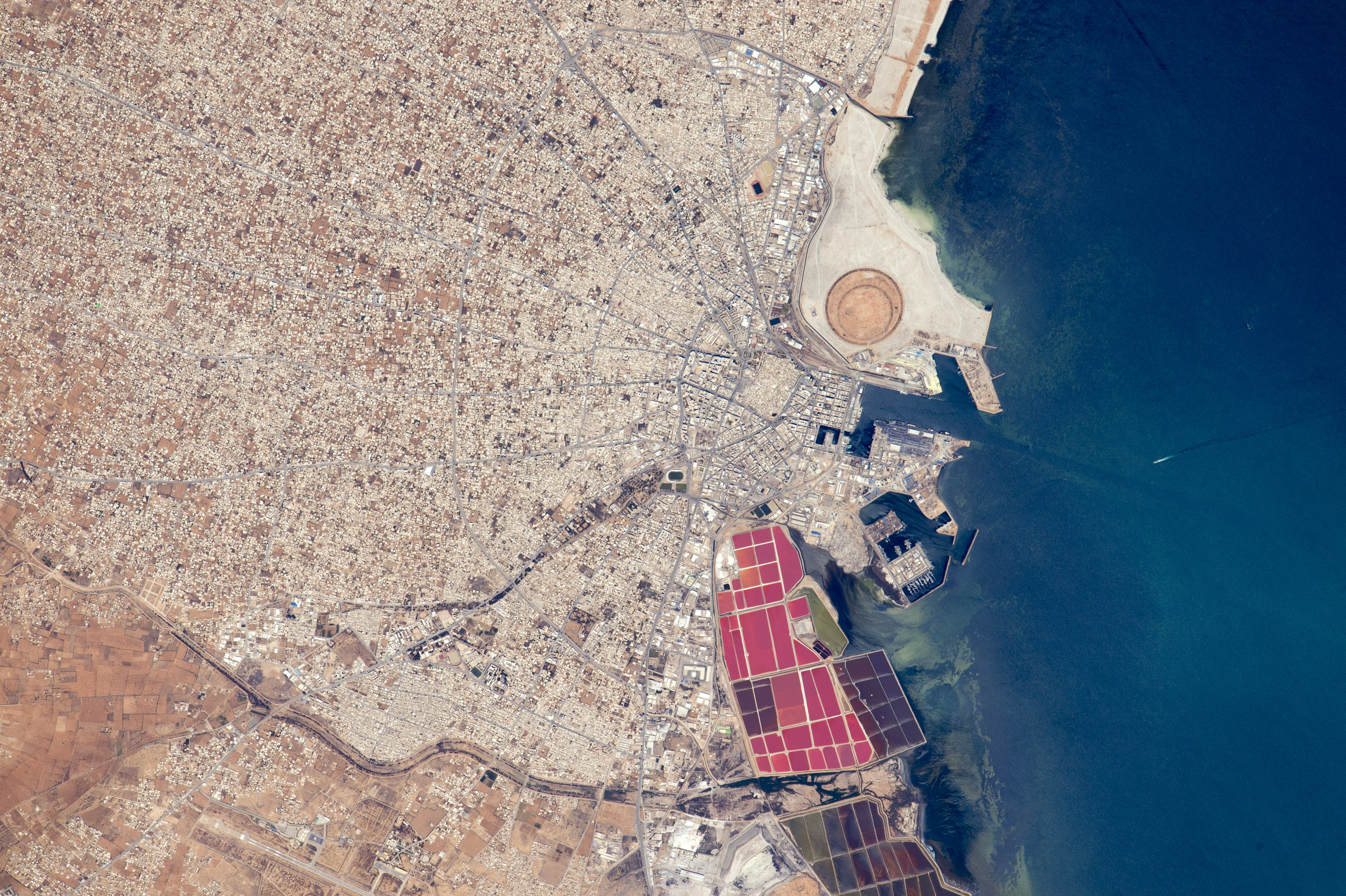
Salzgewinnungsanlagen von Sfax, Tunesien.

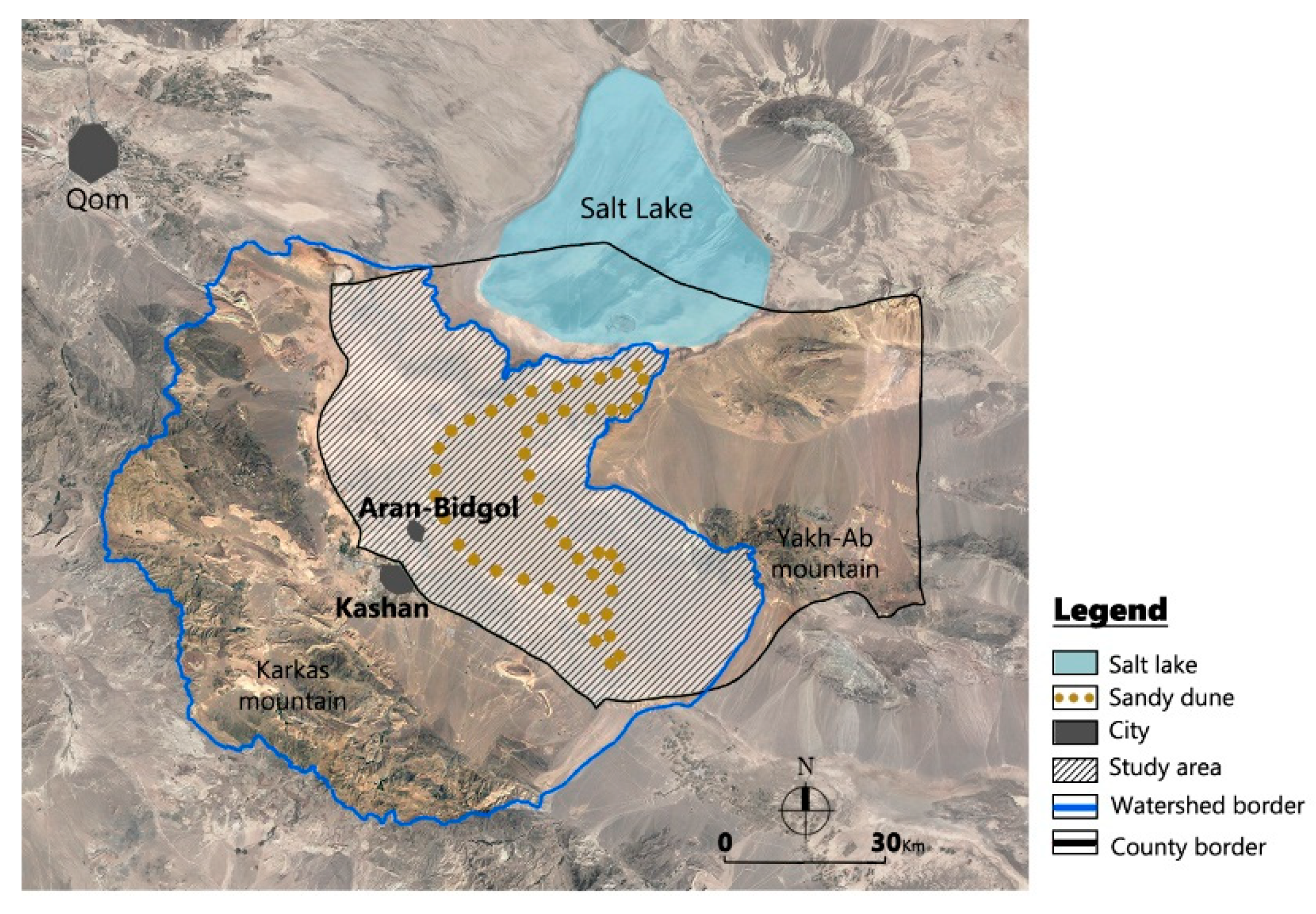
Umgebung des Salzsees Aran-o-bidgol und Maranjab-Wüste, Iran

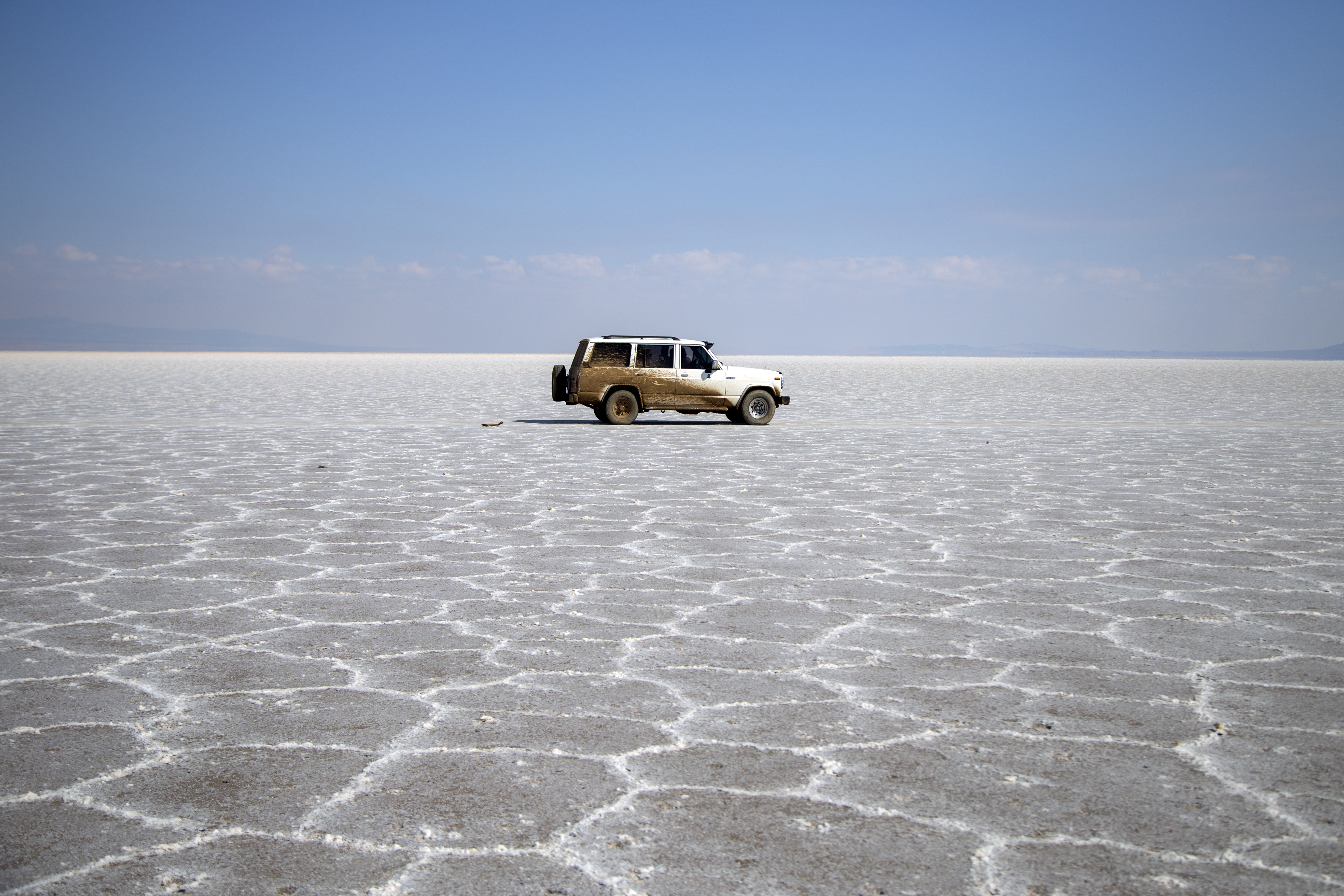
Aran-o-bidgol (oder Namak) Salzsee, Maranjab-Wüste, Iran

- Phylum „Candidatus Calescibacteriota“ corrig. Rinke et al. 2013(L) (mit Schreibvariante Calescibacterota(G)), syn. „Candidatus Calescamantes“ Rinke et al. 2013,(L,N)[4][8] provisorisch Candidate division EM19(N) (Schreibvariante EM 19(N))
  - Klasse Calescibacteriia(G)
    - Ordnung Calescibacteriales(G)
      - Familie Calescibacteriaceae(G)
        - Gattung  „Candidatus Calescibacterium“ Rinke et al. 2013,(L,N) kurz Calescibacterium(G,N)
          - Spezies „Candidatus Calescibacterium nevadense“ Rinke et al. 2013,(L,N) kurz Calescibacterium nevadense(G,N)[8] (Typus) inkl. Calescamantes bacterium SCGC AAA471-M6(N) und Calescamantes bacterium JGI 0000106-N7(N)
            - Stamm JGI OTU-1(G,N) alias OTU1(N) (Referenzstamm)[A. 1] oder IMG:2527291514(B) (GenBank AWOA00000000.1)
            - Stamm JGI 0000106-N7(G) alias GBS-C_001_292, JGI 0000106-N7 oder IMG:2264867087(B) (GenBank ASMU00000000.1)
            - Stamm SCGC AAA471-M6(G) alias GBS-N_001_25, SCGC AAA471-M6 oder IMG:2264867079(B) (GenBank AQST00000000.1)

          - Spezies Calescibacterium sp002898315(G)
            - Stamm HRbin19(G)

          - nicht einer Spezies zugeordnet(N)
            - Stamm Candidatus Calescibacterium sp. isolate SKYBB_i_bin82
            - Stamm Candidatus Calescibacterium sp. isolate SKYBB_i_bin25
            - Stamm Candidatus Calescibacterium sp. isolate SKYBB_hs_bin60
            - Stamm Candidatus Calescibacterium sp. isolate SKYBB_hs_bin67
            - Candidatus Calescibacterium sp. isolate PSS.bin.4
            - Candidatus Calescibacterium sp. isolate SKYB25
            - Candidatus Calescibacterium sp. isolate SKYB82
            - Candidatus Calescibacterium sp. isolate SKYG37

        - Gattung DRWZ01(G)
          - Spezies DRWZ01 sp025060505(G)
            - Stamm SKYB43(G) (verschoben in neue Gattung, zuvor Candidatus Calescibacterium sp. isolate SKYB43(N))

        - unbenannte Klade (Gattung?)(B)
          - Stamm Octopus hot spring sediment metagenome alias IMG:3300001339 (GenBank n/a), Fundort: Octopus Spring, Yellowstone-Nationalpark, USA
          - Stamm Bison Pool sediment metagenome alias IMG:(1-5)_050719 (GenBank n/a), Fundort: Bison Pool, Yellowstone-Nationalpark, USA

      - unbenannte Familie(B)
        - Gattung „Candidatus Calescimonas“ Becraft et al. 2016(B)
          - Spezies „Candidatus Calescimonas tengchongensis“ Becraft et al. 2016(B)
            - Stamm Gongxiaoshe hot spring sediment metagenome alias IMG:3300000865 (GenBank n/a), Fundort: Gongxiaoshe Spring, Tengchong, Yunnan, China(B)

  - Gruppen (Kladen, Spezies) ohne weitere Zuordnung
    - Klade KB1 group(N) (mit Schreibvariante KB-1[12]), inklusive KTK-Ensemble(E,N)[13]
      - Spezies Uncultured KB1 group bacterium Medee_0001 (GenBank JX454600.1), Fundort: Medee-Becken, östliches Mittelmeer[14][12]
      - Spezies Uncultured KB1 group bacterium Medee_0002 (GenBank JX454601.1), Fundort: Medee-Becken, östliches Mittelmeer[14]
      - Spezies Uncultured KB1 group bacterium Medee_0003 (GenBank JX454602.1), Fundort: Medee-Becken, östliches Mittelmeer[14]
      - Spezies Uncultured bacterium 'KTK 32' (GenBank AJ133617.1),(E+) Fundort: Solebecken Kebrit Deep,[A. 2] Rotes Meer[16][12]
      - Spezies Uncultured bacterium 'KTK 14' (GenBank AJ133615.1),(E+) Fundort: Solebecken Kebrit Deep, Rotes Meer
      - Spezies Uncultured bacterium 'KTK 27' (GenBank AJ133616.1),(E+) Fundort: Solebecken Kebrit Deep, Rotes Meer
      - Spezies Uncultured bacterium 'KTK 36' (GenBank AJ133618.1),(E+) Fundort: Solebecken Kebrit Deep, Rotes Meer
      - Spezies Uncultured bacterium 'KTK 41' (GenBank AJ133619.1), Fundort: Solebecken Kebrit Deep, Rotes Meer
      - Spezies Uncultured bacterium 'KTK 42' (GenBank AJ133620.1), Fundort: Solebecken Kebrit Deep, Rotes Meer
      - Stämme ohne Zuordnung zu einer Spezies:[12]
        - Uncultured bacterium clone BR51_8/9_067ss_OBSS alias Orca Basin Sediment BR51_8and9_067 (GenBank KR857575.1), Fundort: Orca-Becken, Golf von Mexiko
        - Uncultured bacterium clone OB_Brine_SC_D23 alias Orca Basin Brine SC D23 (GenBank KX608707.1), Fundort: Orca-Becken, Golf von Mexiko
        - Uncultured bacterium clone CAB311355681 (GenBank JX883738.1), Fundort: Lake Tyrrell, Victoria, Australien
        - Uncultured bacterium clone CAB311344491 (GenBank JX883051.1), Fundort: Lake Tyrrell, Victoria, Australien
        - Uncultured bacterium clone CAB311336961 (GenBank JX882620.1), Fundort: Lake Tyrrell, Victoria, Australien
        - Uncultured bacterium clone CBB310765161 (GenBank JX883799.1), Fundort: Lake Tyrrell, Victoria, Australien
        - Uncultured bacterium … clone SFD1H121 (GenBank FN393490.1), Fundort: Multipond-Meerwasser-Saline, Sfax, Tunesien
        - Uncultured bacterium … clone Kasin-B2-F04 (GenBank HE604684.1), Fundort: Salzsee Kasin[A. 3] nordöstlich von Charabali, Oblast Astrachan, Russland[19]
        - Uncultured bacterium … clone Kasin-B3-F05 (GenBank HE604747.1), Fundort: Salzsee Kasin[A. 3] nordöstlich von Charabali, Oblast Astrachan, Russland[19]
        - Uncultured bacterium … clone Kasin-B3-A05 (GenBank HE604706.1),[12] Fundort: Salzsee Kasin[A. 3] nordöstlich von Charabali, Oblast Astrachan, Russland
        - Uncultured KB1 group bacterium … ST-3K7 (GenBank AJ347771.1),[12] Fundort: Shaban Deep,[A. 4][20] Rotes Meer
        - Uncultured KB1 group bacterium … ST-12K21 (GenBank AJ347773.2),[12] Fundort: Shaban Deep,[20] Rotes Meer
        - Uncultured bacterium clone Discovery_d (GenBank HQ530528.1),[12] Fundort: Discovery Deep,[A. 5][21]
        - Hypersaline lake metagenome contig00802 (GenBank AGBK01000802.1), Fundort: Tiefsee-Solebecken Thetis[26]
        - Uncultured bacterium clone RB75 (GenBank HQ425220.1), Fundort: Salzsee Ārān va Bīdgol bei der Stadt Aran-o-bidgol (auch Aran Va Bidgol),[A. 6] Iran

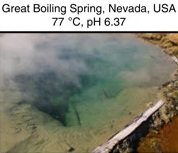

    - Spezies ohne jede nähere Zuordnung(N)
      - Spezies Bacterium EM-19, Fundort: Octopus Spring, Yellowstone-Nationalpark, USA[29]
        - Stamm EM 19 (GenBank U05662.1)

      - Spezies Calescamantes bacterium JGI 0000106-G12
        - Stamm GBS-C_001_282 alias JGI 0000106-G12 oder IMG:2264867080(B) (GenBank AQTE00000000.1)

      - Spezies Calescamantes bacterium JGI 0000106-H18
        - Stamm GBS-C_001_283 alias JGI 0000106-H18 oder IMG:2264867081(B) (GenBank ASMY00000000.1)

      - Spezies Calescamantes bacterium JGI 0000106-I17
        - Stamm GBS-C_001_286 alias JGI 0000106-I17 oder IMG:2264867082(B) (GenBank ASMX00000000.1)

      - Spezies Calescamantes bacterium JGI 0000106-I5
        - Stamm GBS-C_001_287 alias JGI 0000106-I5 oder IMG:2264867083(B) (GenBank ASNA00000000.1)

      - Spezies Calescamantes bacterium JGI 0000106-J16
        - Stamm GBS-C_001_289 alias JGI 0000106-J16 oder IMG:2264867084(B) (GenBank ASMV00000000.1)

      - Spezies Calescamantes bacterium JGI 0000106-M22
        - Stamm GBS-C_001_290 alias JGI 0000106-M22 oder IMG:2264867085(B) (GenBank ASMW00000000.1)

      - Spezies Calescamantes bacterium JGI 0000106-N5
        - Stamm GBS-C_001_291 alias JGI 0000106-N5 oder IMG:2264867086(B) (GenBank ASMT00000000.1)

      - Spezies Calescamantes bacterium JGI 0000106-P5
        - Stamm GBS-C_001_294 alias JGI 0000106-P5 oder IMG:2264867088(B) (GenBank ASMZ00000000.1)

      - Spezies Calescamantes bacterium JGI MDM2 GXS-2-I6, Fundort: Sediment einer heißen Quelle[30]
      - Spezies Calescamantes bacterium JGI MDM2 SSWsed-3-D14
      - Spezies Calescamantes bacterium JGI MDM2 SSWsed-3-L9
      - Spezies Calescamantes bacterium JGI MDM2 SSWsed-3-M4
      - Spezies Calescamantes bacterium JGI MDM2 SSWsed-3-M6
      - Spezies Calescamantes bacterium JGI MDM2 SSWTFF-2-E14
      - Spezies Calescamantes bacterium JGI MDM2 SSWTFF-3-I7
      - Spezies Calescamantes bacterium JGI MDM2 SSWTFF-3-M14
      - Spezies Calescamantes bacterium JGI MDM2 SSWTFF-3-M19
      - Spezies Calescamantes bacterium T3.1, Fundort: Octopus Spring, Yellowstone-Nationalpark, USA[31]
      - Stämme ohne weitere Zuordnung aus der Metagenomik
        - Stamm Great Boiling Spring sediment metagenome alias IMG:2053563014 (GenBank n/a), Fundort: Great Boiling Spring Park, Nevada, USA(B)

- IMG: Integrated Microbial Genomes System des Joint Genome Institute (JGI)[32].
- SAG: Single assembled genome (im Unterschied zu MAG), hier die Vertreter mit GBS-Nummern
- Die GenBank-Zugriffsnummern findet man bei NCBI Nucleotide[33]

## Etymologie
Die Bezeichnung Calescibacter[i]ota für das Phylum leitet sich ab von der Typusgattung, Calsescibacterium, versehen mit der Endung „-bacter[i]ota“ für baktrienphyla.
Die andere Bezeichnung Calescamantes für dieses Phylum leitet sich ab von lateinisch calescere ‚warm werden‘ (in der 1. Person Singular: calesco), sowie von lat. amare ‚lieben‘ (amantes die Liebenden), Calescamantes  bedeutet also „die Hitzeliebenden“.
Der Gattungsname Calescibacterium leitet sich wieder ab von lat. calseco und der Endung „-bacterium“ für (stäbchenförmige) Bakterien. Calescibacterium verweist daher auf ein Bakterium aus einer warmen Umgebung.
Das Art-Epitheton nevadense ist neulateinisch und bedeutet ‚zu Nevada gehörig‘ oder ‚aus Nevada‘ (‚Nevada‘ seinerseits leitet sich ab aus dem Spanischen und bedeutet ‚von Schnee bedeckt‘).
Der Gattungsname Calescimonas leitet sich ebenfalls wieder ab von lat. calseco, die Endung von lat. monas ‚Einheit‘, ‚Monade‘ (im Gegensatz zu ‚Dyade‘ und ‚Triade‘) im Sinn von ‚Einzeller‘, vgl. auch Pseudomonas, Aeromonas etc., der Gattungsname verweist auf einen extrem hitzeliebenden Einzeller.
Das Art-Epitheton tengchongensis ist neulat. und bedeutet ‚zu Tengchong gehörig‘ oder ‚aus Tengchong‘.